# Adventure Game Interpreter
De Adventure Game Interpreter, kortweg AGI, is een game engine ontwikkeld door Sierra On-Line. Het werd gebruikt in het merendeel van hun avonturenspellen die uitkwamen tussen 1984 en 1989. AGI was de eerste engine die gebruikmaakte van animatie en kleuren. Commando's werden ingetypt via het toetsenbord, hoewel op de meeste systemen de joystick kon gebruikt worden om de personages te laten bewegen.
Eind 1982 bracht IBM een goedkopere variant uit van hun pc, de PCjr. Deze computer was voornamelijk gericht voor de thuismarkt. IBM vroeg Sierra On-Line een spel te maken waar de grafische en geluidsmogelijkheden van de PCjr duidelijk werden aangetoond. Tot nu toe bracht Sierra enkel statische avonturenspellen uit: er werden al wel tekeningen getoond, maar er was geen enkele animatie. Dergelijke spellen kon men maken in de assembly programmeertaal die afhankelijk is van het type toestel. Dit wil zeggen dat wanneer men een spel op een ander systeem ook wil uitbrengen, men dit diende te herprogrammeren in de assembly van dat type computer. Al snel bleek dat het bijna onmogelijk was om animatie te programmeren via assembly. Daarom besliste het bedrijf om een game engine te ontwikkelen dewelke de programmatie sterk zou vereenvoudigen. Dit werd de AGI-engine. Bijkomend voordeel was dat men enkel de AGI-engine diende te programmeren voor de diverse computersystemen. Het spel zelf werd grotendeels machine-onafhankelijk. Het eerste spel dat werd gemaakt met de AGI-ontwikkeltool, was King's Quest I: Quest for the Crown.
Omdat bitmap-tekeningen destijds nog te veel schijfruimte nodig hadden, gebruikte de AGI-engine vectorafbeeldingen waarbij de contouren van de verschillende objecten eerst op het scherm werden getekend en daarna ingekleurd. In de eerste versie van AGI had dit een "ongewenst" effect: omdat de gebruiker zag hoe het beeld werd opgebouwd, wist hij ook meteen de verborgen voorwerpen liggen. Als er bijvoorbeeld achter een boom een hark lag verborgen, dan zag de speler eerst hoe de hark werd getekend en hoe daarna de boom voor dit item werd opgebouwd. Vandaar dat in de tweede versie van AGI dit concept werd aangepast: vanaf nu werd het beeld eerst volledig in het geheugen van de PC opgebouwd en pas daarna getoond. Op die manier bleven de verborgen voorwerpen daadwerkelijk verborgen.
Aangezien de PCjr een flop was, bleef het verwachte succes van King's Quest ook uit. Omdat er een scheiding is tussen de AGI-engine en de databestanden van het spel, kon men dit eenvoudig porten naar andere systemen. Sierra diende enkel een AGI-runtime versie te maken voor pc en Apple II waardoor King's Quest op deze systemen ook beschikbaar was. Later kwam er nog een versie uit voor Tandy 1000. Van de pc-versie wordt geschat dat er meer dan een half miljoen exemplaren werden verkocht, wat veel is gezien de meeste gezinnen destijds nog niet over een computer beschikten.
Omdat de AGI-interface werd gebouwd voor 16-bit-hardware, bleek het zo goed als onmogelijk te zijn om een versie te maken voor 8-bit-machines zoals Atari 800 en Commodore 64. Dit is meteen de reden waarom Sierra geen AGI-spellen uitbracht op deze systemen. Verder hadden deze modellen ook te weinig geheugen en waren de grafische mogelijkheden te beperkt.
Dankzij het succes van AGI bleef Sierra deze game engine de komende jaren gebruiken voor de ontwikkeling van hun avonturenspellen. De runtime versie van AGI werd nog geporteerd naar Apple IIGS, Apple Macintosh, Amiga en Atari ST.
De maximale resolutie van AGI-spellen was 160×200 pixels, wat gebaseerd was op de toenmalige pc-videokaarten. Ondanks dat sommige andere systemen toch een hogere resolutie aankonden, werd beslist om dit niet te doen. Desondanks werd het kleurenpalet op deze andere systemen wel aangepast.
In 1988 startte Sierra met de ontwikkeling van een nieuwe game-engine: Sierra's Creative Interpreter of kortweg SCI. Omdat de SCI zwaardere hardware vereiste, werden er van King's Quest IV: The Perils of Rosella en Manhunter 2: San Francisco zowel een SCI als een AGI-versie uitgebracht. Echter, de AGI-versie flopte gedeeltelijk en Sierra besloot in 1989 om de AGI-game engine niet meer verder te gebruiken. Hierdoor was "Manhunter 2: San Francisco" het laatste AGI-spel van Sierra. De SCI-engine had een beter scripting systeem, was objectgeoriënteerd, gebruikte een resolutie van 320×200 pixels en ondersteunde geluidskaarten.

## Spellen gemaakt met AGI
- King's Quest (1984)
- King's Quest II: Romancing the Throne (1985)
- The Black Cauldron (1986)
- Donald Duck's Playground (1986)
- King's Quest III: To Heir Is Human (1986)
- Space Quest: The Sarien Encounter (1986)
- Leisure Suit Larry in the Land of the Lounge Lizards (1987)
- Mixed-Up Mother Goose (1987)
- Police Quest: In Pursuit of the Death Angel (1987)
- Space Quest II: Vohaul's Revenge (1987)
- Gold Rush! (1988)
- Manhunter: New York (1988)
- King's Quest IV: The Perils of Rosella (1988)
- Manhunter 2: San Francisco (1989)